# Список глав государств в 1298 году
Список глав государств в 1297 году — 1298 год — Список глав государств в 1299 году — Список глав государств по годам

## Азия
- Айюбиды —
  - Аль-Музаффар Махмуд II, эмир Хамы[англ.] (1284 — 1300)
- Анатолийские бейлики —
  - Артукиды — Гази II Наджм ад-дин, эмир Мардина (1294 — 1312)
  - Гермиян — Али Шир, бей (1286 — 1299)
  - Инанчогуллары — Али Бей, бей (1262 — 1305)
  - Исфендиярогуллары — Тимур Джандар Шамс ад-дин, бей (1292 — 1301)
  - Карасы — Калем-шах, бей (1297 — 1307)
  - Ментеше — Масуд, бей (1295 — 1319)
  - Османский бейлик — Осман I, бей (1281 — 1299)
  - Перванэ — 
    - Месуд, бей (1297 — 1298)
    - Гази Челеби, бей (1298 — 1322)

  - Сахиб-Атаогуллары — Нусреддин Ахмед, бей (ок. 1289 — 1341)
  - Чобаногуллары — Чобаноглу Махмуд, бей (1291 — 1309)
  - Эшрефиды — Сулейман бин Эшреф, бей (1280 — 1302)
- Грузинское царство — 
  - Давид VIII, царь Восточной Грузии (1292 — 1311)
  - Константин I, царь Западной Грузии (1293 — 1327)
  - Самцхе-Саатабаго — Бека I, атабег (1285 — 1306)
- Дайвьет — Чан Ан Тонг, император[англ.] (1293 — 1314)
- Индия —
  - Ахом — Сукхаангпхаа, махараджа[англ.] (1293 — 1332)
  - Бенгальский султанат — Рукн ад-дин Кай-Каус, султан (1291 — 1301)
  - Бхавнагар — Сежаки, раджа (1254 — 1309)
  - Вагела[англ.] — Карандева, раджа[англ.] (ок. 1297 — 1304)
  - Восточные Ганги[англ.] — Нарасимха Дева II, царь[англ.] (1279 — 1306)
  - Делийский султанат — Ала ад-дин Мухаммад-шах, султан (1296 — 1316)
  - Дунгарпур — Вирсинх Део, раджа (1278 — 1303)
  - Какатия — Пратапарудра II, раджа (1296 — 1323)
  - Камата — Руп Нараян, махараджа (1285 — 1300)
  - Качари — Бхопал, царь (ок. 1286 — ок. 1316)
  - Кашмир (Лохара) — Симхадева, царь[англ.] (1286 — 1301)
  - Манипур — Моирамба, раджа[англ.] (1278 — 1302)
  - Марвар (Джодхпур) — Дуад, раджа (1292 — 1309)
  - Мевар — Самар Сингх, раджа (1273 — 1302)
  - Пандья — Маараварман Куласекара Пандяьн I, раджа (1268 — 1310)
  - Парамара[англ.] — Махлакадева, махараджа[англ.] (129? — 1305)
  - Сирохи — Виджай Рай, раджа (1250 — 1311)
  - Хойсала — Вира Баллаладэва III, махараджадхираджа (1291 — 1343)
  - Чандела — Хаммираварман, раджа (1289 — 1308)
  - Ядавы (Сеунадеша) — Рамачандра, махараджа (1271 — 1310)
- Индонезия —
  - Дармашрайя[англ.] — Трибхуванараджа Маули Вармадева, султан (1286 — 1347)
  - Маджапахит — Раден Виджая, раджа (1293 — 1309)
  - Пасай — Аль-Малик ат-Тахир I (Мухаммад I), султан (1297 — 1326)
  - Сунда — Рагасуки, махараджа (1297 — 1303)
  - Тернате — 
    - Комала Абу Саид (Сиале), султан (1284 — 1298)
    - Бакуку (Калабата), султан (1298 — 1304)
- Иран —
  -  Баванди — Йездигерд, испахбад (1271 — 1300)
  -  Хазараспиды — Нусрат аль-Дин Ахмад, атабек (1296 — 1330)
- Йемен —
  -  Расулиды — Аль-Муайяд Дауд, эмир (1296 — 1322)
- Караманиды — Гюнери-бей, бейлербей (1286 — 1300)
- Картиды — Фахр уд-Дин, малик (1295 — 1308)
- Кедах — Махмуд Шах I, султан[англ.] (1280 — 1321)
- Киликийское царство — 
  - Смбат, царь (1296 — 1298)
  - Костандин II, царь (1298 — 1299)
- Кипрское королевство — Генрих II, король (1285 — 1306, 1310 — 1324)
- Кхмерская империя (Камбуджадеша) — Индраварман III, император (1295 — 1308)
- Конийский (Румский) султанат — 
  - Масуд II, султан (1283 — 1298, 1303 — 1307)
  - Кей-Кубад III, султан (1283 — 1303)
- Корея (Корё)  — Чхуннёль, ван (1274 — 1308)
- Лемро — Мин Хти, царь[англ.] (1279 — 1373)
- Мальдивы — Салис, султан (1294 — 1302)
- Михрабаниды[англ.] — Назир аль-Дин Мухаммад, малик[англ.] (1261 — 1318)
- Монгольская империя — 
  - Золотая Орда (Улус Джучи) — Тохта, хан (1291 — 1312)
  - Китай (Империя Юань) — Тэмур, император (1294 — 1307)
  - Хулагуиды — Газан, ильхан (1295 — 1304)
  - Чагатайский улус — Дува, хан (1282 — 1307)
- Мьянма — 
  - Мьинсайн — 
    - Атинхкая, царь (1297 — 1310)
    - Язатингьян, царь (1297 — 1312/1313)
    - Тхихатху, царь (1297 — 1312/1313)

  - Мяньчжун — 
    - Чосва, царь (1289 — 1298)
    - Сохни, царь (1298 — 1325)
- Рюкю — Эйсо, ван (1260 — 1299)
- Таиланд — 
  - Ланнатай — Менграй Великий, король[англ.] (1292 — 1311)
  - Сукхотаи (Сиам) — 
    - Рамакхамхаенг Великий, король (1279 — 1298)
    - Лертхай, король (1298 — 1323)
- Трапезундская империя — Алексей II, император (1297 — 1330)
- Тямпа — Джайя Симхаварман III, царь (1288 — 1307)
- Хантавади — Вареру, царь[англ.] (1287 — 1307)
- Ширван — Кей Кабус, ширваншах (1294 — 1317)
- Шри Ланка — 
  - Джафна — Викрама, царь[англ.] (1292 — 1302)
- Япония — 
  - Фусими, император (1287 — 1298)
  - Го-Фусими, император (1298 — 1301)
  - Хисаакира-синно, сёгун (1289 — 1308)

## Америка
- Куско — Майта Капак, сапа инка (1290 — 1320)

## Африка
- Абдальвадиды (Зайяниды) — Абу Сайд Утман I, султан (1283 — 1303)
- Бенинское царство — Удагбедо, оба[англ.] (1292 — 1329)
- Вогодого — Зунгурана, нааба (ок. 1293 — ок. 1313)
- Египет (Мамлюкский султанат) — Ладжин аль-Мансур, султан (1296 — 1299)
- Йифат — Али бен Умар, халиф (ок. 1285 — ок. 1304)
- Канем — Бири II ибн Дунама, маи (1288 — 1307)
- Кано[англ.] — Шекарау, король[англ.] (1290 — 1307)
- Килва — Сулейман ибн Хасан, султан (1294 — 1308)
- Мали — Сакура, манса (1285 — 1300)
- Мариниды — Абу Якуб Юсуф, султан (1286 — 1307)
- Нри[англ.] — Омало, эзе[англ.] (1260 — 1299)
- Хафсиды — Абу Абдуллах Мухаммед II, халиф (1295 — 1309)
- Эфиопия — 
  - Жэн-Ассэгыд, император (1297 — 1298)
  - Саба-Ассэгыд, император (1298 — 1299)

## Европа
- Англия — Эдуард I, король (1272 — 1307)
- Афинское герцогство — Ги II де Ла Рош, герцог (1287 — 1308)
- Ахейское княжество — Изабелла де Виллардуэн, княгиня (1289 — 1307)
- Болгарское царство — 
  - Смилец, царь (1292 — 1298)
  - Иван II Смилец, царь (1298 — 1299)
- Венгрия — Андраш III, король (1290 — 1301)
  - Босния — Степан Котроман, бан (1287 — 1314)
- Византийская империя — Андроник II Палеолог, император (1282 — 1328)
- Дания — Эрик VI Менвед, король (1286 — 1319)
- Ирландия —
  - Десмонд — Домналл Руад Маккарти, король (1262 — 1302)
  - Коннахт — Аэд О Конхобар, король (1293 — 1309)
  - Тир Эогайн — Домналл мак Бриан О’Нейлл, король (1283 — 1286, 1290 — 1291, 1295 — 1325)
  - Томонд — Тойрделбах мак Тадг O’Брайен, король (1284 — 1306)
- Испания —
  - Ампурьяс — Понс V, граф (1277 — 1313)
  - Арагон — Хайме II Справедливый, король (1291 — 1327)
  - Гранадский эмират — Мухаммад II аль-Факих, эмир (1273 — 1302)
  - Кастилия и Леон — Фердинанд IV, король (1295 — 1312)
  - Мальорка — Хайме II, король (1276 — 1311)
  - Наварра — Жанна I, королева (1274 — 1305)
  - Пальярс Верхний — Сибилла, графиня (ок. 1295 — 1330)
  - Прованс — Карл II Анжуйский, граф (1285 — 1309)
  - Урхель — Эрменгол X, граф (1267 — 1314)
- Италия —
  - Венецианская республика — Пьетро Градениго, дож (1289 — 1311)
  - Мантуя — Барделлоне Бонакольси, народный капитан и сеньор (1291 — 1299)
  - Милан — Маттео I Висконти, синьор (1287 — 1322)
  - Монферрат — Джованни I Справедливый, маркграф (1292 — 1305)
  - Салуццо — Манфредо IV, маркграф (1296 — 1330)
  - Неаполитанское королевство — Карл II Анжуйский, король (1285 — 1309)
  - Сицилийское королевство — Федериго II, король (1296 — 1337)
  - Феррара — Аццо VIII д’Эсте, маркиз (1293 — 1308)
- Литовское княжество — Витень, великий князь (1295 — 1316)
- Монако — Ренье I, князь (1297 — 1301)
- Наксосское герцогство — Марко II Санудо, герцог (1262 — 1303)
- Норвегия — Эйрик II Магнуссон, король (1280 — 1299)
- Островов королевство — Александр Ог, король Островов и Кинтайра (1295 — 1299)
- Папская область — Бонифаций VIII, папа римский (1294 — 1303)
- Польша — 
  - Краковское княжество — Вацлав II Чешский, князь (1296 — 1305)
  - Великопольское княжество — Владислав I Локетек, князь (1296 — 1300)
  - Добжинское княжество — Земовит Добжинский, князь[пол.] (1288 — 1293, 1295 — 1303, 1305 — 1312)
  - Иновроцлавское княжество — 
    - Лешек Иновроцлавский, князь (1287 — ок. 1320)
    - Пшемысл Иновроцлавский, князь (1287 — 1327)
    - Казимир III Гневковский, князь (1287 — 1314)

  - Куявское княжество — Владислав I Локетек, князь (1267 — 1300, 1305 — 1332)
  - Мазовецкое княжество — Болеслав II Плоцкий, князь[англ.] (1262 — 1313)
  - Сандомирское княжество — Вацлав II Чешский, князь (1292 — 1304)
  - Серадзское и Ленчицкое княжество — Владислав I Локетек, князь (1288 — 1299)
  - Силезское княжество —
    - Бытомское княжество — Казимир II Бытомский, князь (1284 — 1312)
    - Вроцлавско-легницкое княжество — 
      - Болеслав III Расточитель, князь (1296 — 1311)
      - Генрих VI Добрый, князь (1296 — 1311)
      - Владислав Легницкий, князь (1296 — 1311)

    - Глогувское княжество — Генрих III Глоговский, князь (1274 — 1309)
    - Львувекское княжество — Болеслав I Суровый, князь[англ.] (1286 — 1301)
    - Опольское княжество — Болеслав I Опольский, князь (1281/1282 — 1313)
    - Ратиборское княжество — Пшемыслав Рацибужский, князь (1281/1282 — 1306)
    - Саганское (Жаганьское) княжество — Конрад II Горбатый, князь (1284 — 1304)
    - Тешинское (Цешинское) княжество — Мешко I Цешинский, князь (1290 — 1315)
    - Яворское княжество — Болеслав I Суровый, князь[англ.] (1278 — 1301)

  - Черское княжество — Болеслав II Мазовецкий, князь[англ.] (1294 — 1310)
- Португалия — Диниш I, король (1279 — 1325)
- Русские княжества — 
  -  Владимиро-Суздальское княжество — Андрей Александрович, великий князь Владимирский (1281 — 1283, 1294 — 1304)
    -  Белозерское княжество — Фёдор Михайлович, князь (1293 — 1314)
    -  Галич-Мерское княжество — Василий Константинович, князь (1280 — 1310)
    -  Городецкое княжество — Андрей Александрович, князь (1263 — 1304)
    -  Костромское княжество — Андрей Александрович, князь (1276 — 1293, 1296 — 1304)
    -  Московское княжество — Даниил Александрович, князь (1263 — 1303)
    -  Переяславль-Залесское княжество — Иван Дмитриевич, князь (1294 — 1302)
    -  Ростовское княжество — Константин Борисович, князь (1286 — 1288, 1294 — 1307)
    -  Стародубское княжество — Иван Михайлович Калистрат, князь (1281 — 1315)
    -  Суздальское княжество — Михаил Андреевич, князь (1279 — 1305)
    -  Тверское княжество — Михаил Ярославич, князь (ок. 1282 — 1318)
    -  Углицкое княжество — Александр Константинович, князь (1294 — 1302)
    -  Ярославское княжество — Фёдор Ростиславич Чёрный, князь (1294 — 1299)

  -  Брянское (Черниговское) княжество — Михаил Романович, князь (ок. 1289 — ок. 1307)
  -  Витебское княжество — Ярослав Васильевич, князь (1297 — 1320)
  -  Галицко-Волынское княжество — Лев Данилович, князь (1264 — 1301)
    -  Луцкое княжество — Юрий I Львович, князь (ок. 1292 — 1308)

  -  Киевское княжество — Лев Данилович, великий князь Киевский (1272 — 1301)
  -  Новгородское княжество — Андрей Александрович, князь (1281 — 1285, 1292 — 1304)
  -  Псковское княжество — Довмонт (Тимофей), князь (1266 — 1299)
  -  Рязанское княжество — Ярослав Романович, князь (1294 — 1299)
  -  Смоленское княжество — Александр Глебович, князь (1297 — 1313)
- Священная Римская империя — 
  - Адольф Нассауский, король Германии (1292 — 1298)
  - Альбрехт I Габсбург, король Германии (1298 — 1308)
  - Австрия — Альбрехт I, герцог (1282 — 1308)
  - Ангальт — 
    - Ангальт-Ашерслебен — Оттон I, князь (1266 — 1304)
    - Ангальт-Бернбург — Бернхард II, князь (1287 — 1323)
    - Ангальт-Цербст — 
      - Зигфрид I, князькнязь (1252 — 1298)
      - Альбрехт I, князькнязь (1298 — 1316)

  - Бавария — 
    - Верхняя Бавария — 
      - Рудольф I, герцог (1294 — 1317)
      - Людвиг IV, герцог (1294 — 1347)

    - Нижняя Бавария — 
      - Оттон III, герцог (1290 — 1312)
      - Стефан I, герцог (1290 — 1310)

  - Баден — 
    - Рудольф III, маркграф (1288 — 1332)
    - Рудольф Гессо, маркграф (1297 — 1335)

  - Баден-Пфорцхайм — 
    - Рудольф IV, маркграф (1291 — 1348)
    - Герман VIII, маркграф (1291 — 1300)

  - Баден-Хахберг — Генрих III, маркграф (1290 — 1330)
  - Баден-Эберштайн — Фридрих II, маркграф (1291 — 1333)
  - Бар — Генрих III, граф (1291 — 1302)
  - Берг — Вильгельм I, граф (1296 — 1308)
  - Брабант и Лимбург — Жан II, герцог (1294 — 1312)
  - Бранденбург — 
    - Бранденбург-Зальцведель — 
      - Оттон V, маркграф (1267 — 1298)
      - Альбрехт III, маркграф (1267 — 1300)
      - Герман I, маркграф (1298 — 1308)

    - Бранденбург-Штендаль — 
      - Оттон IV, маркграф (1267 — 1308/1309)
      - Конрад I, маркграф (1267 — 1304)

  - Брауншвейг — 
    - Брауншвейг-Вольфенбюттель — Альбрехт II Толстый, герцог (1279 — 1291, 1292 — 1318)
    - Брауншвейг-Грубенхаген — Генрих I, герцог (1291 — 1322)
    - Брауншвейг-Люнебург — Оттон II Сильный, герцог (1277 — 1330)

  - Вальдек — Отто I, граф (1271 — 1305)
  - Веймар-Орламюнде[нем.] — 
    - Веймар[нем.] — 
      - Герман V, граф (1285 — 1319)
      - Оттон IV, граф (1285 — 1318)

    - Орламюнде[нем.] — 
      - Генрих III, граф (1283 — 1344)
      - Герман V, граф (1283 — ок. 1312)

  - Вестфалия — Витбольд фон Хольте, герцог (курфюрст Кельнский) (1297 — 1304)
  - Вюртемберг — Эберхард I Светлый, граф (1279 — 1325)
  - Гелдерн — Рейнальд I, граф (1271 — 1318)
  - Гессен — Генрих I, ландграф (1275 — 1308)
  - Голландия — Яков I, граф (1296 — 1299)
  - Гольштейн — 
    - Гольштейн-Киль[англ.] — Иоанн II, граф (1263 — 1316)
    - Гольштейн-Пиннеберг — Адольф VI, граф (1290 — 1315)
    - Гольштейн-Плён[англ.] — Герхард II Слепой, граф (1290 — 1312)
    - Гольштейн-Рендсбург[англ.] — Генрих I, граф (1290 — 1304)
    - Гольштейн-Сегеберг[англ.] — Адольф V, граф (1273 — 1308)

  - Каринтия — Оттон III, герцог (1295 — 1310)
  - Клеве — Дитрих VII, граф (1275 — 1305)
  - Лотарингия — Ферри II, герцог (1251 — 1302)
  - Лужицкая (Саксонская Восточная) марка — Дитрих IV (Дицман), маркграф (1288 — 1303)
  - Люксембург — Генрих VII, граф (1288 — 1313)
  - Марк — Эберхард I, граф (1277 — 1308)
  - Мейсенская марка — Фридрих I Укушенный, маркграф (1291 — 1323)
  - Мекленбург — Генрих I Пилигрим, князь (1264 — 1302)
    - Мекленбург-Верле — Николай II, князь (1283 — 1316)
    - Мекленбург-Росток — Николай I, князь (1282 — 1312)

  - Монбельяр — Рено Бургундский, граф (1283 — 1322)
  - Намюр — 
    - Ги де Дампьер, маркграф (1264 — 1298)
    - Жан I, маркграф (1298 — 1330)

  - Нассау — 
    - Нассау-Вейльбург — 
      - Адольф, граф (1276 — 1298)
      - Рупрехт VI, граф (1298 — 1304)
      - Герлах I, граф (1298 — 1344)
      - Вальрам III, граф (1298 — 1324)

    -  Нассау-Зиген-Дилленбург — 
      - Генрих II, граф (1290 — 1303)
      - Эмих, граф (1290 — 1303)
      - Иоганн, граф (1290 — 1303)

  - Ольденбург — Иоганн II, граф (1285 — 1315)
  - Померания — 
    - Померания-Вольгаст — Богуслав IV, герцог (1295 — 1309)
    - Померания-Щецин — Оттон I, герцог (1295 — 1344)

  - Рейнский Пфальц — Рудольф I, пфальцграф (1294 — 1317)
  - Саарбрюккен — Симон IV, граф (1274 — 1308)
  - Савойя — Амадей V, граф (1285 — 1323)
  - Саксония — 
    - Саксен-Виттенберг — 
      - Альбрехт II, герцог (1296 — 1298)
      - Рудольф I, герцог (1298 — 1356)

    - Саксен-Лауэнбург — 
      - Иоганн II, герцог (1296 — 1303)
      - Эрик I, герцог (1296 — 1303)
      - Альбрехт III, герцог (1296 — 1303)

  - Тироль — Оттон III Каринтийский, граф (1295 — 1310)
  - Трирское курфюршество — Боэмонд I фон Варнесберг, курфюрст (1286 — 1299)
  - Тюрингия — 
    - Адольф Нассауский, ландграф (1294 — 1298)
    - Дицман (Дитрих I), ландграф (1298 — 1307)
    - Фридрих I Укушенный, ландграф (1298 — 1323)

  - Чехия — Вацлав II, король (1278 — 1305)
  - Шверин — 
    - Шверин-Виттенбург — Николай I, граф (1274 — 1323)
    - Шверин-Шверин — Гунцелин V, граф (1296 — 1307)

  - Эно (Геннегау) — Иоганн I, граф (1280 — 1304)
  - Юлих — Герхард V, граф (1297 — 1328)
- Сербия — Стефан Урош II Милутин, король (1282 — 1321)
- Тевтонский орден — Готфрид фон Гогенлоэ, великий магистр (1297 — 1303)
  - Ливонский орден — 
    - Бруно, ландмейстер (1296 — 1298)
    - Готфрид фон Рогге, ландмейстер (1298 — 1307)
- Франция — Филипп IV Красивый, король (1285 — 1314)
  - Ангулем — Гуго IV, граф (1270 — 1303)
  - Арманьяк — Бернар VI, граф (1285 — 1319)
  - Артуа — Роберт II Благородный, граф (1250 — 1302)
  - Блуа — Гуго II де Шатильон, граф (1291 — 1307)
  - Бретань — Жан II, герцог (1286 — 1305)
  - Бургундия (герцогство) — Роберт II, герцог (1272 — 1306)
  - Невер — Людовик I, граф (1280 — 1322)
  - Овернь и Булонь — Роберт VI, граф (1280 — 1314)
  - Фландрия — Ги де Дампьер, граф (1278 — 1305)
  - Фуа — Роже Бернар III, граф (1265 — 1302)
  - Шампань — Жанна I, графиня (1274 — 1305)
- Швеция — Биргер Магнуссон, король (1290 — 1318)
- Эпирское царство — Фома I Комнин Дука, царь (1297 — 1318)

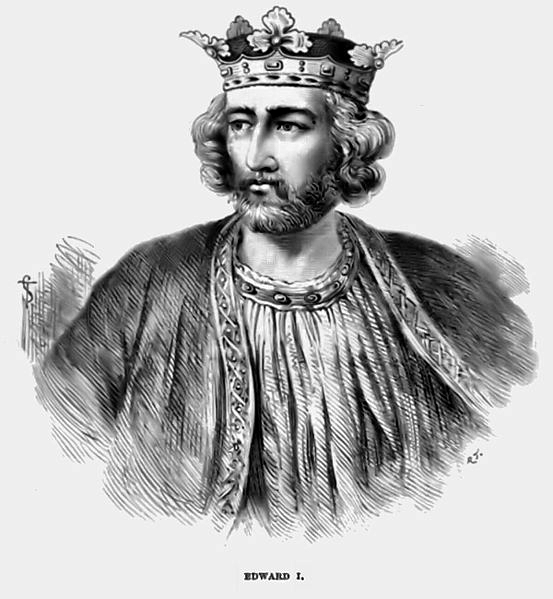
Эдуард I 1272-1307 Король Англии
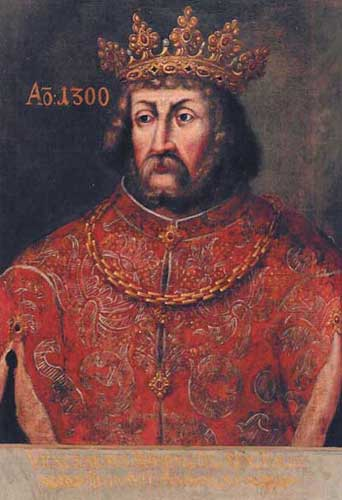
Вацлав II 1278-1305 Король Чехии и князь Краковский
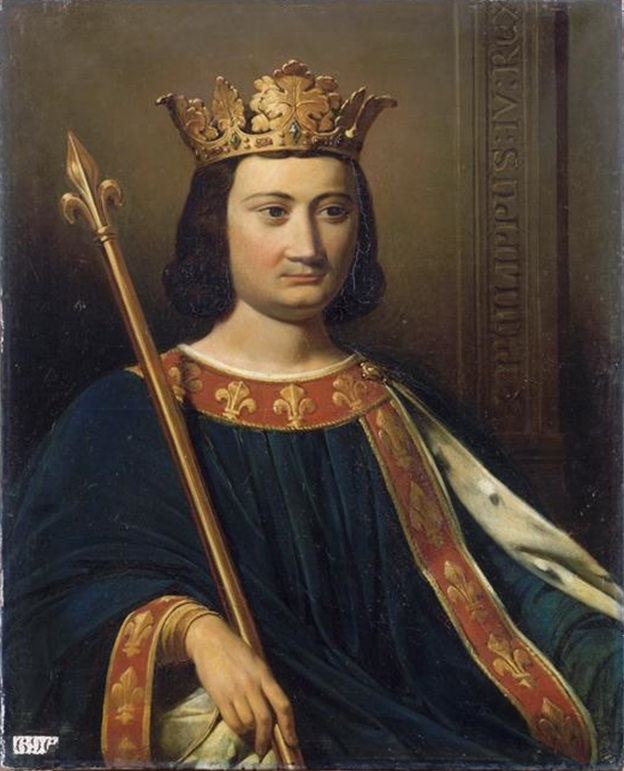
Филипп IV Красивый 1285-1314 Король Франции
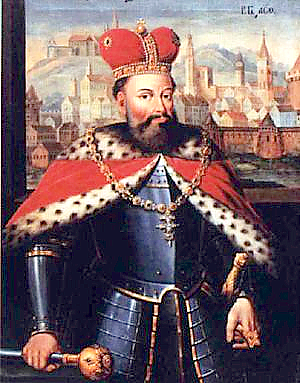
Лев Данилович 1264-1301 Князь Галицкий
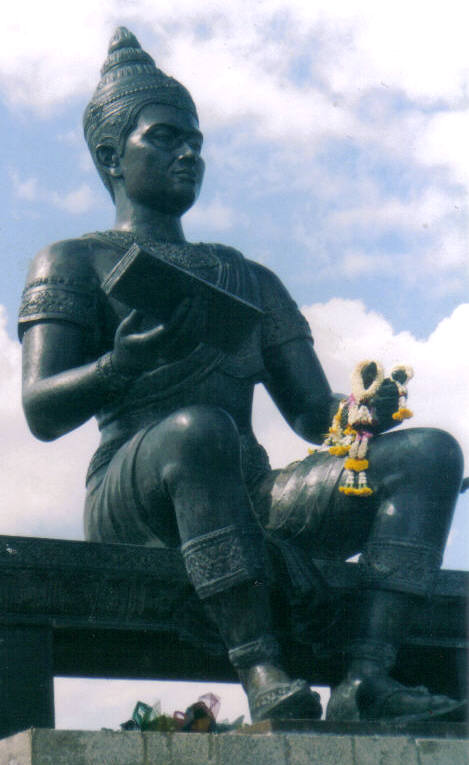
Рамакхамхаенг Великий 1279-1298 Король Сукхотаи
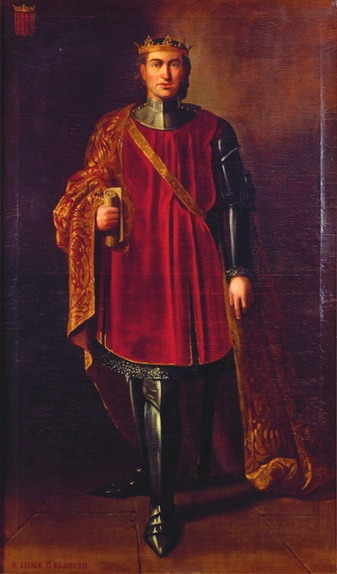
Хайме II 1291-1327 Король Арагона
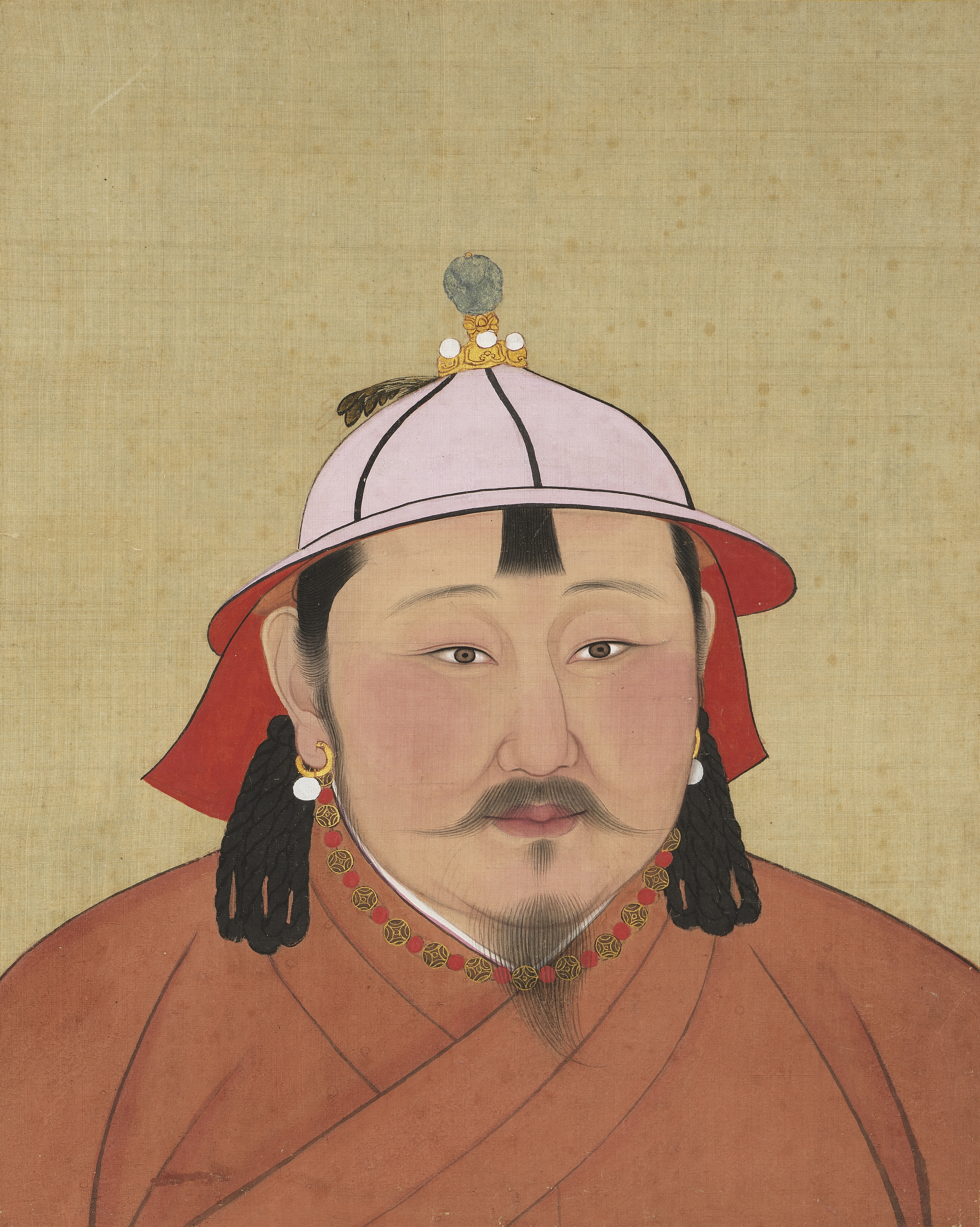
Тэмур 1294-1306 Император Юань
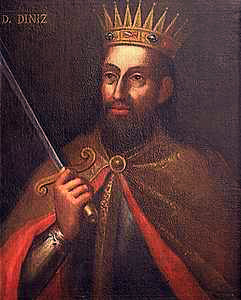
Диниш I 1279-1325 Король Португалии
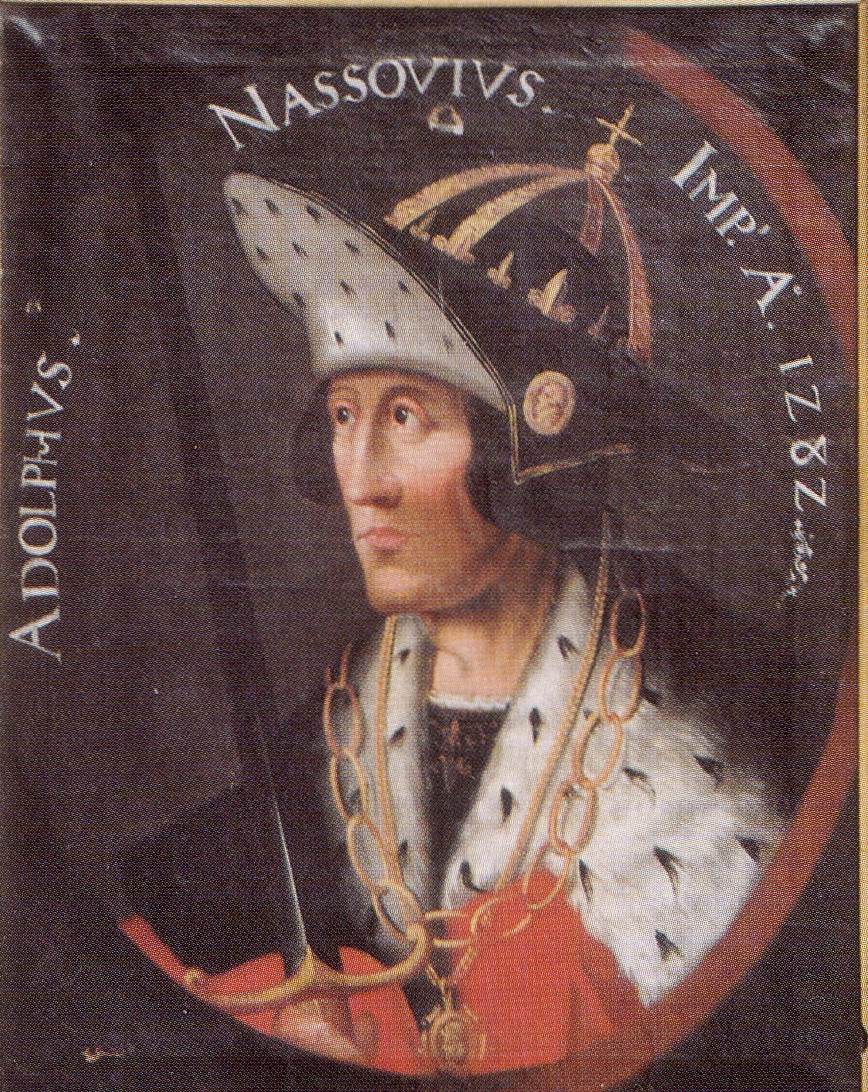
Адольф Нассауский 1292-1298 Король Германии
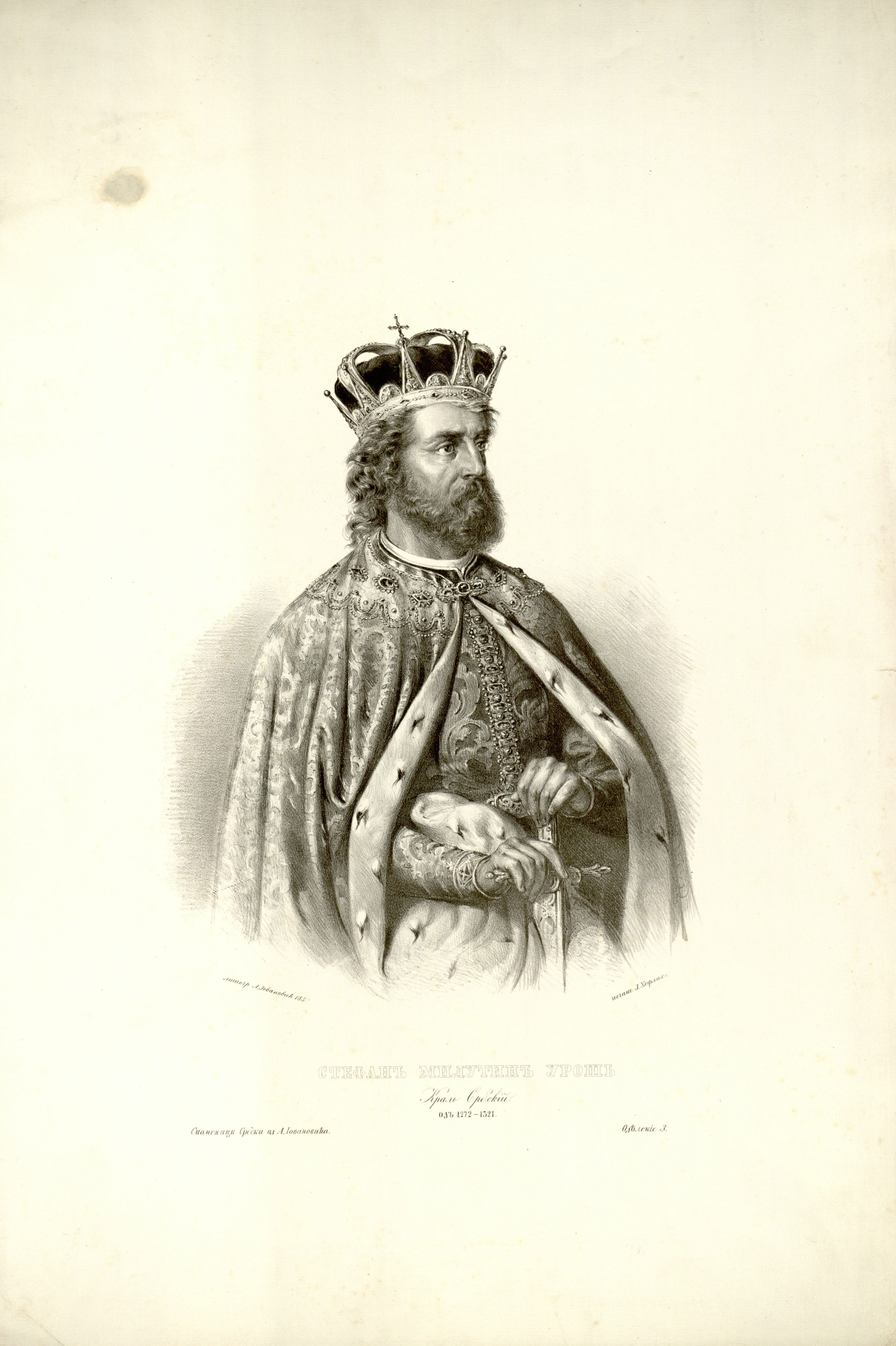
Стефан Урош II Милутин 1282-1321 Король Сербии
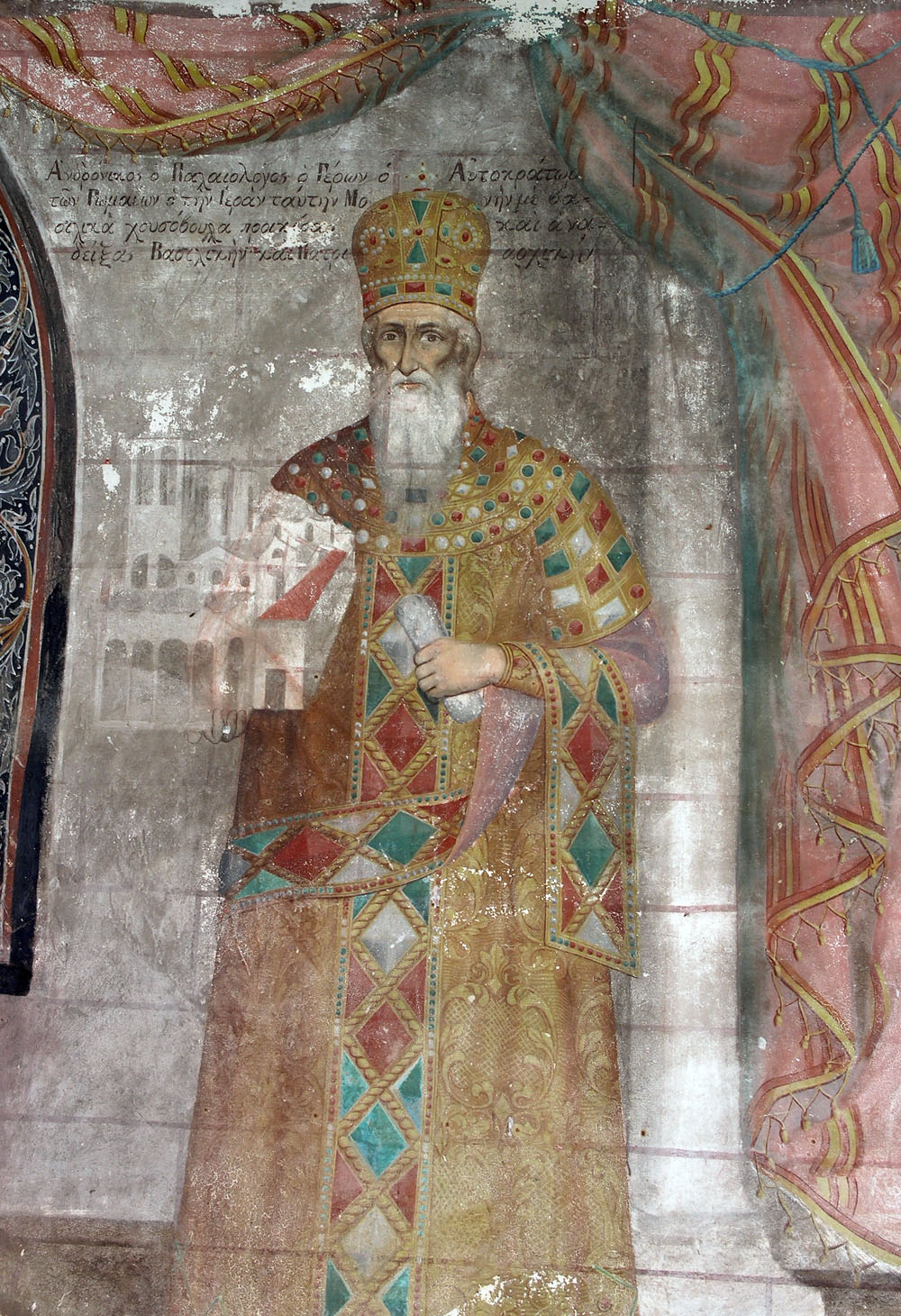
Андроник II 1282-1328 Император Византии
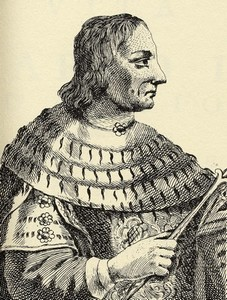
Карл II Анжуйский 1285-1309 Король Неаполя
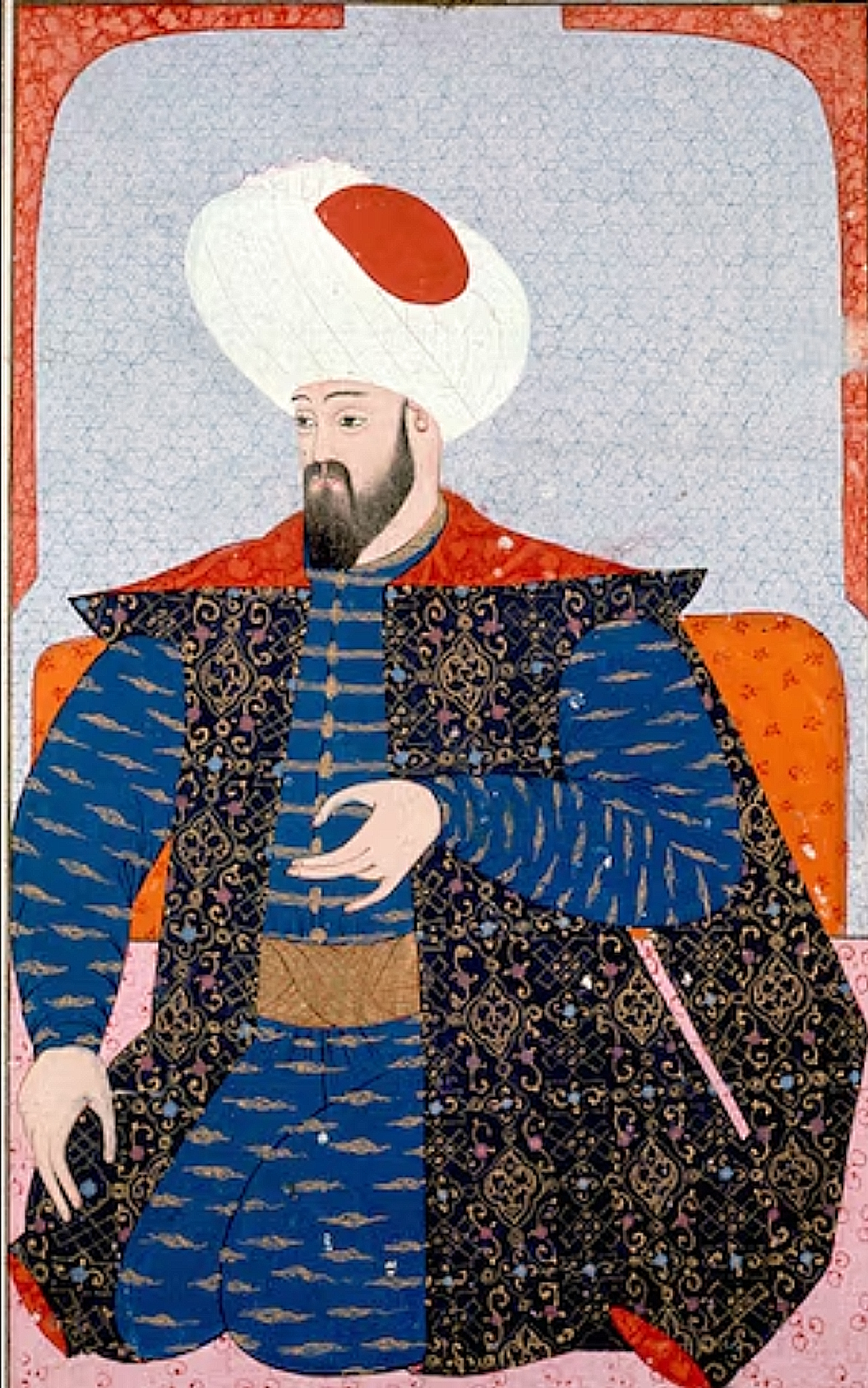
Осман I 1281-1299 Бей османов
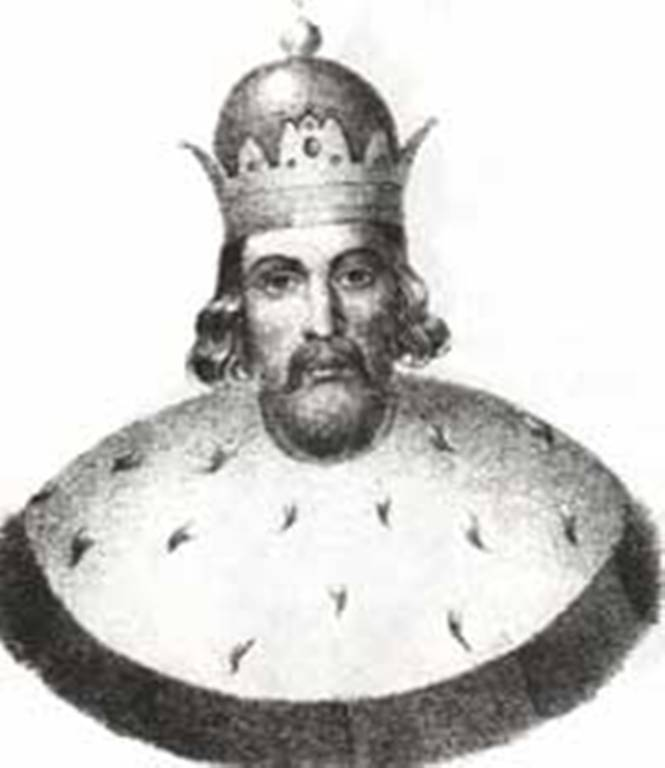
Андрей Александрович 1281-1283, 1294-1304 Великий князь Владимирский
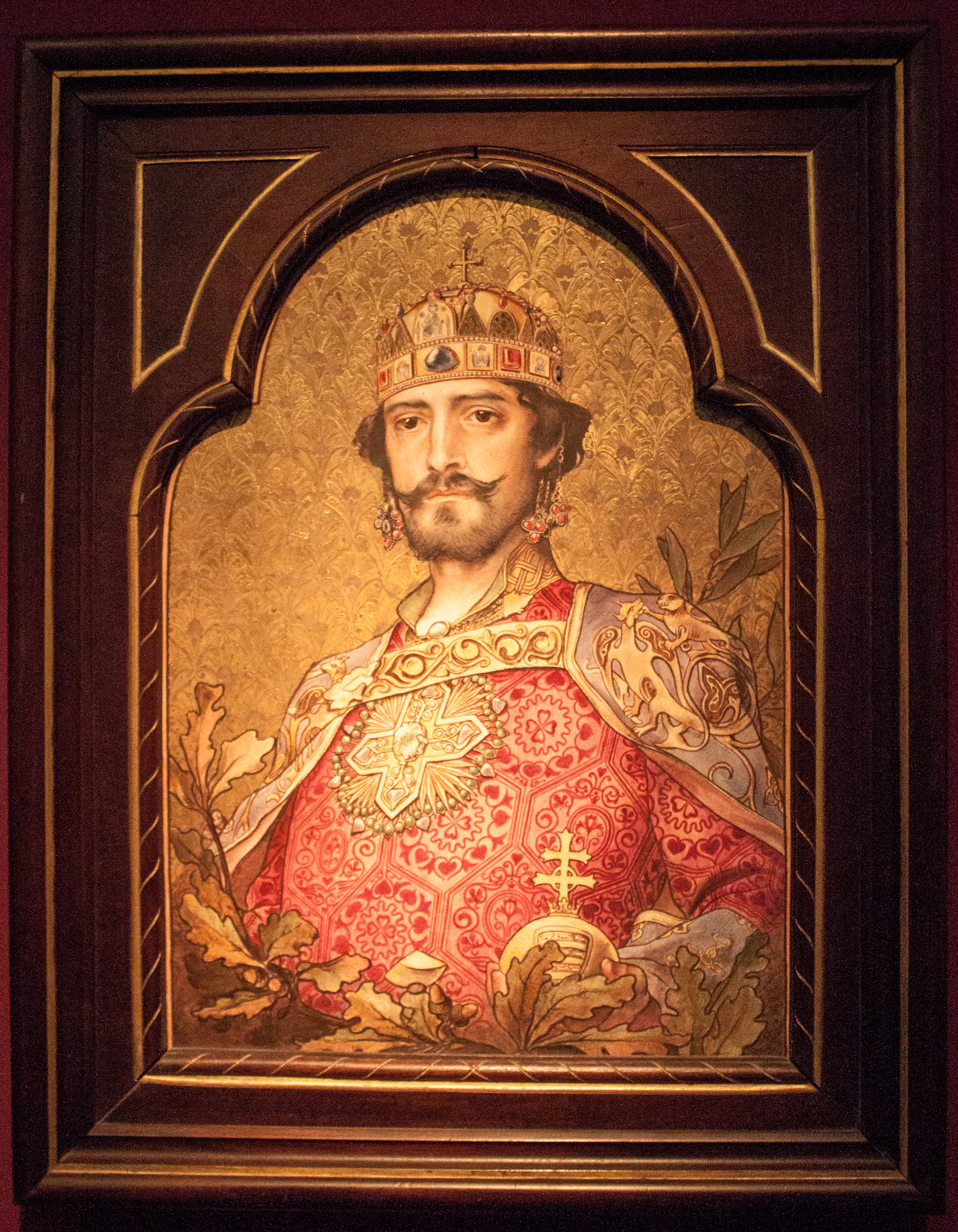
Андраш III 1290-1301 Король Венгрии
Витень 1295-1316 Великий князь Литовский
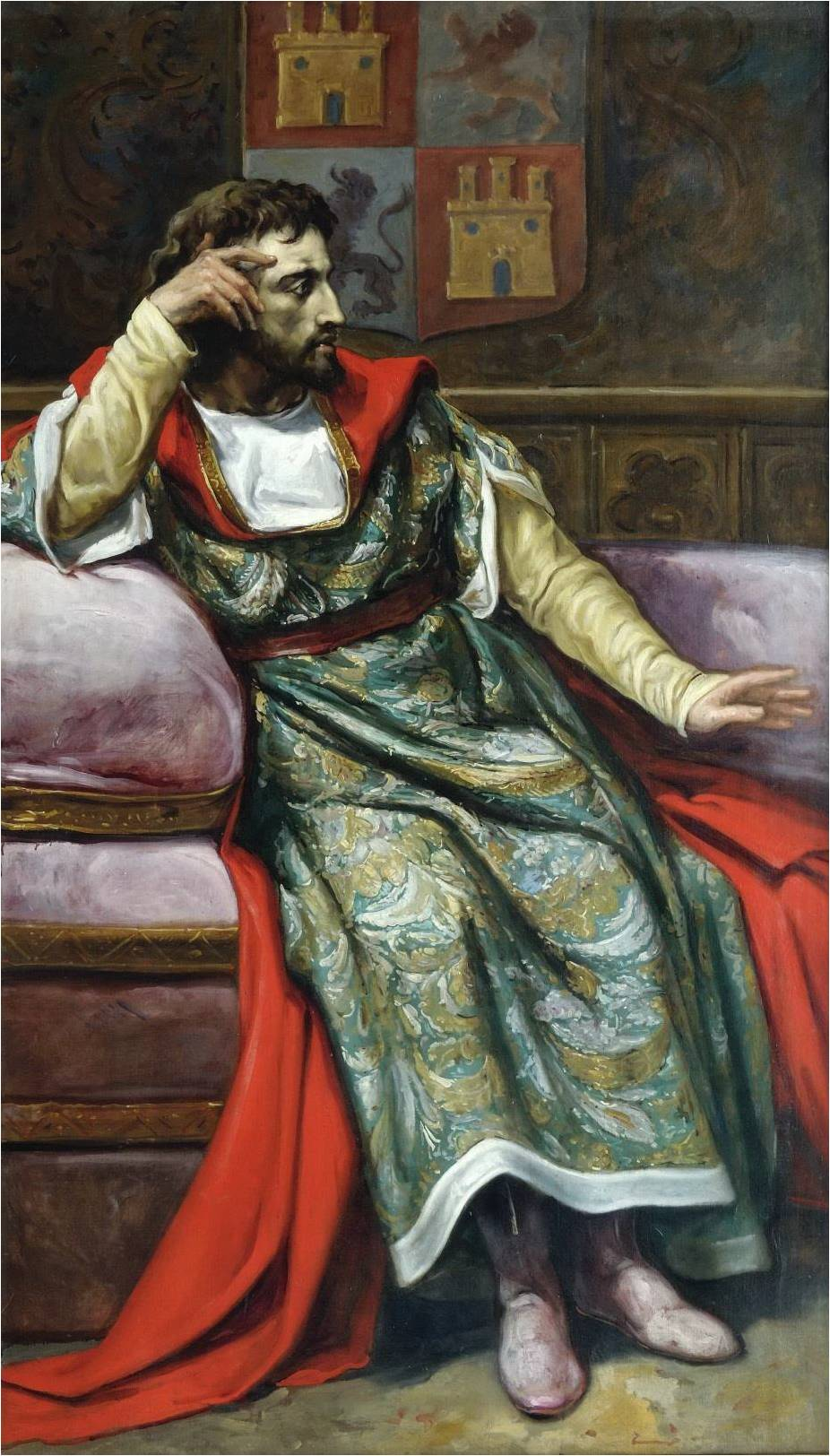
Фердинанд IV 1295-1312 Король Кастилии и Леона
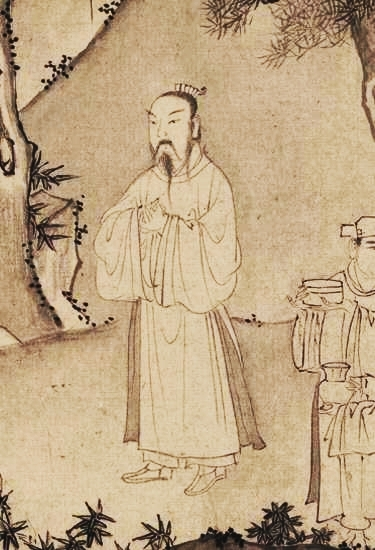
Чан Ан Тонг 1293-1314 Император Дайвьета
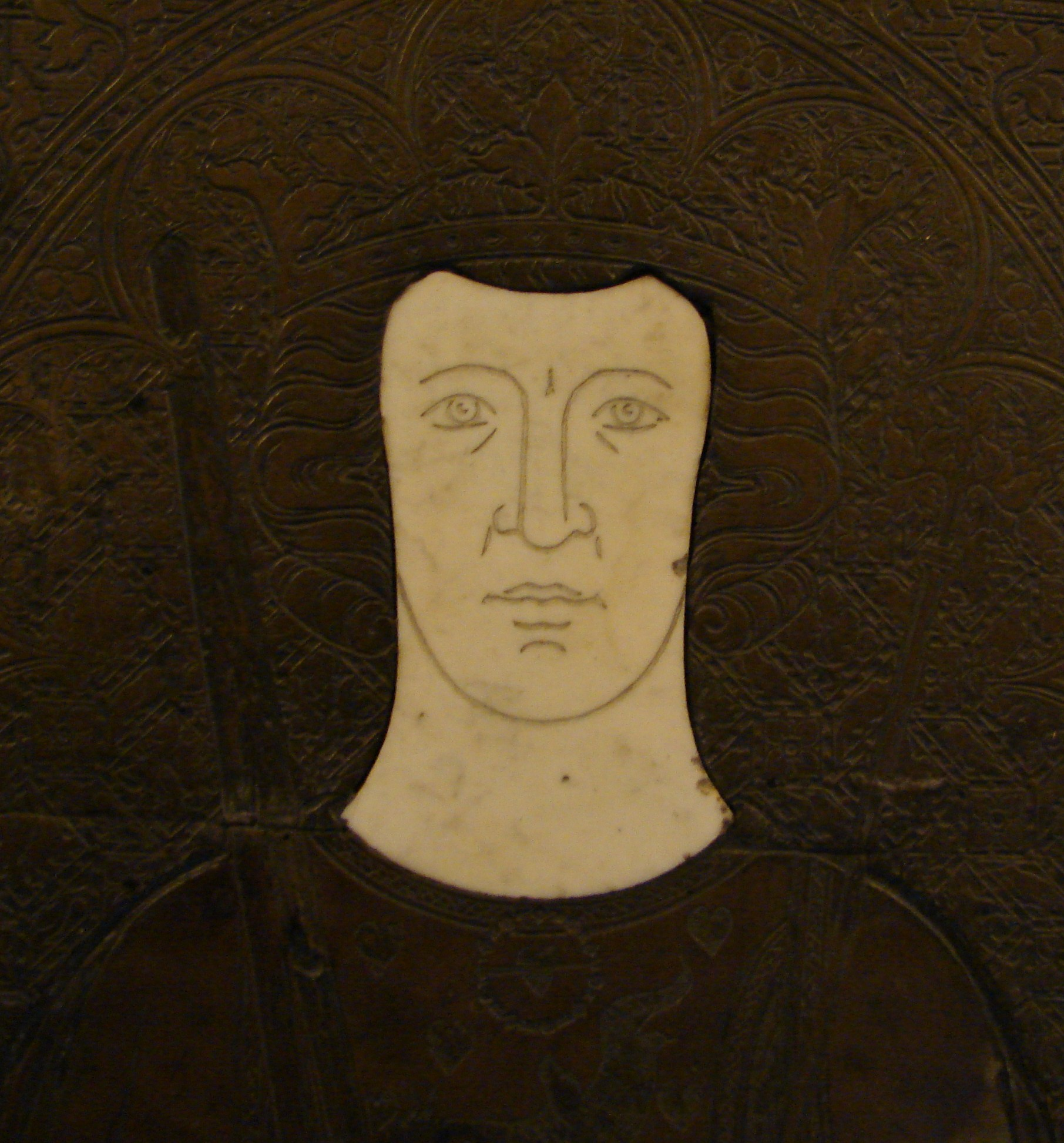
Эрик VI 1286-1319 Король Дании
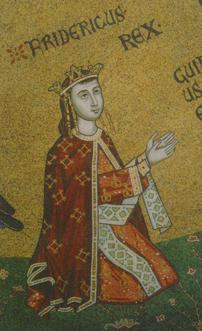
Федериго II 1296-1337 Король Сицилии
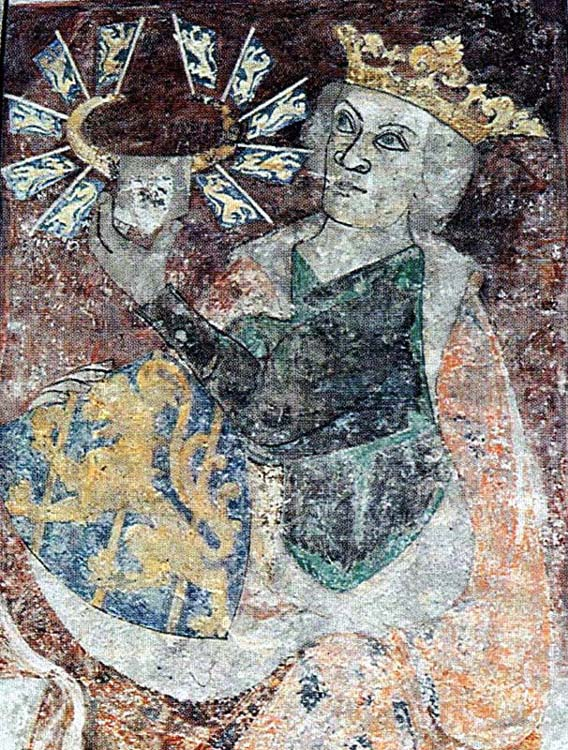
Биргер Магнуссон 1290-1318 Король Швеции
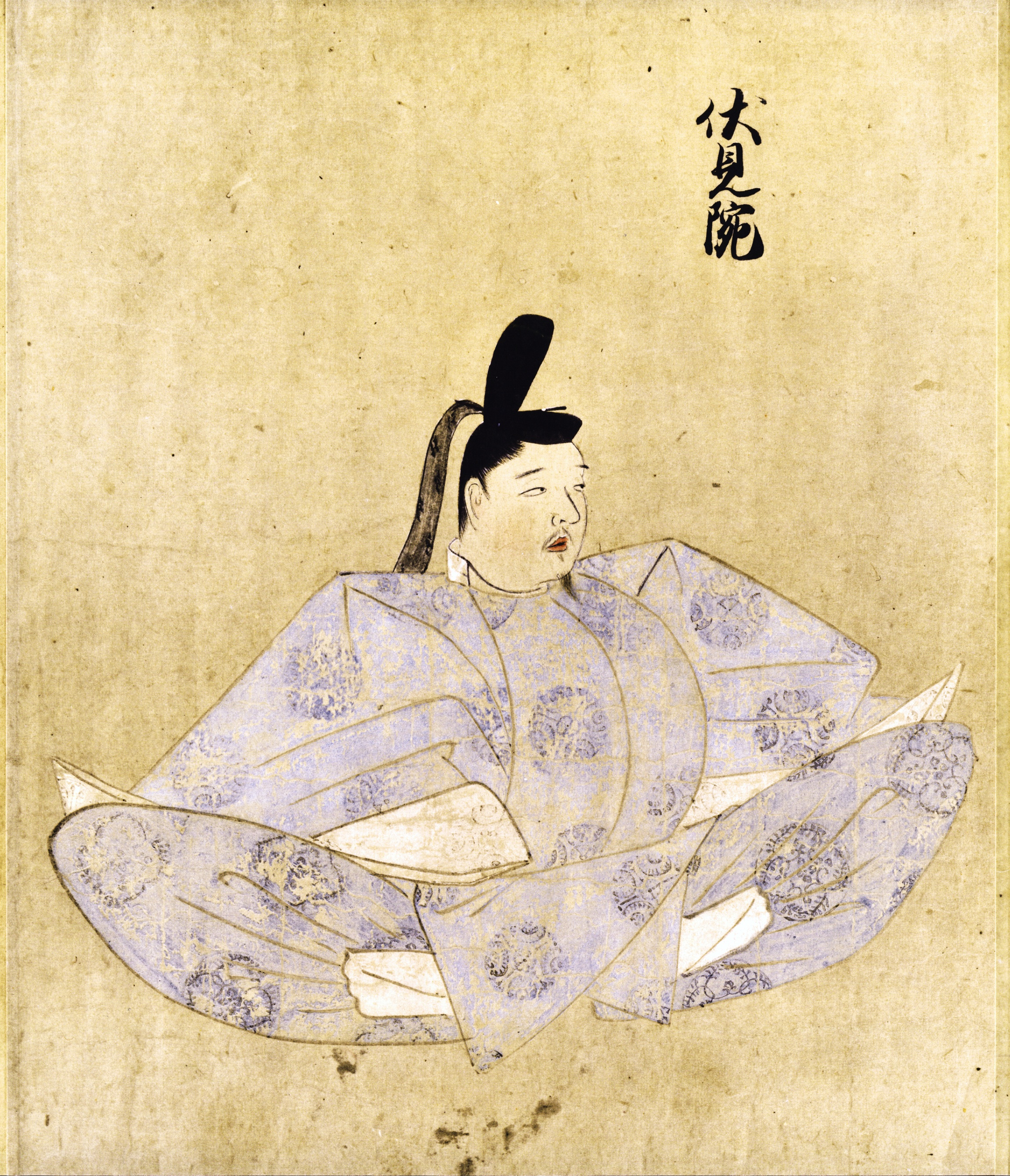
Фусими 1287-1298 Император Японии
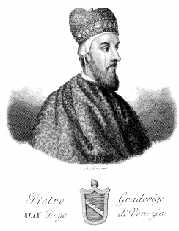
Пьетро Градениго 1289-1311 Дож Венеции
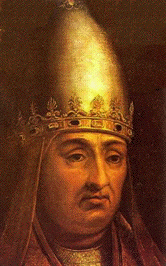
Бонифаций VIII 1294-1303 Папа Римский